# Paul-Olivier Trépanier
Pour les articles homonymes, voir Trépanier.
Paul-Olivier Trépanier ou simplement Paul-O. Trépanier (Farnham, Québec, 4 octobre 1923 – Granby, 27 octobre 2007) est un homme politique québécois. Il fut le maire de Granby de 1964 à 1969 et de 1973 à 1985.

## Biographie

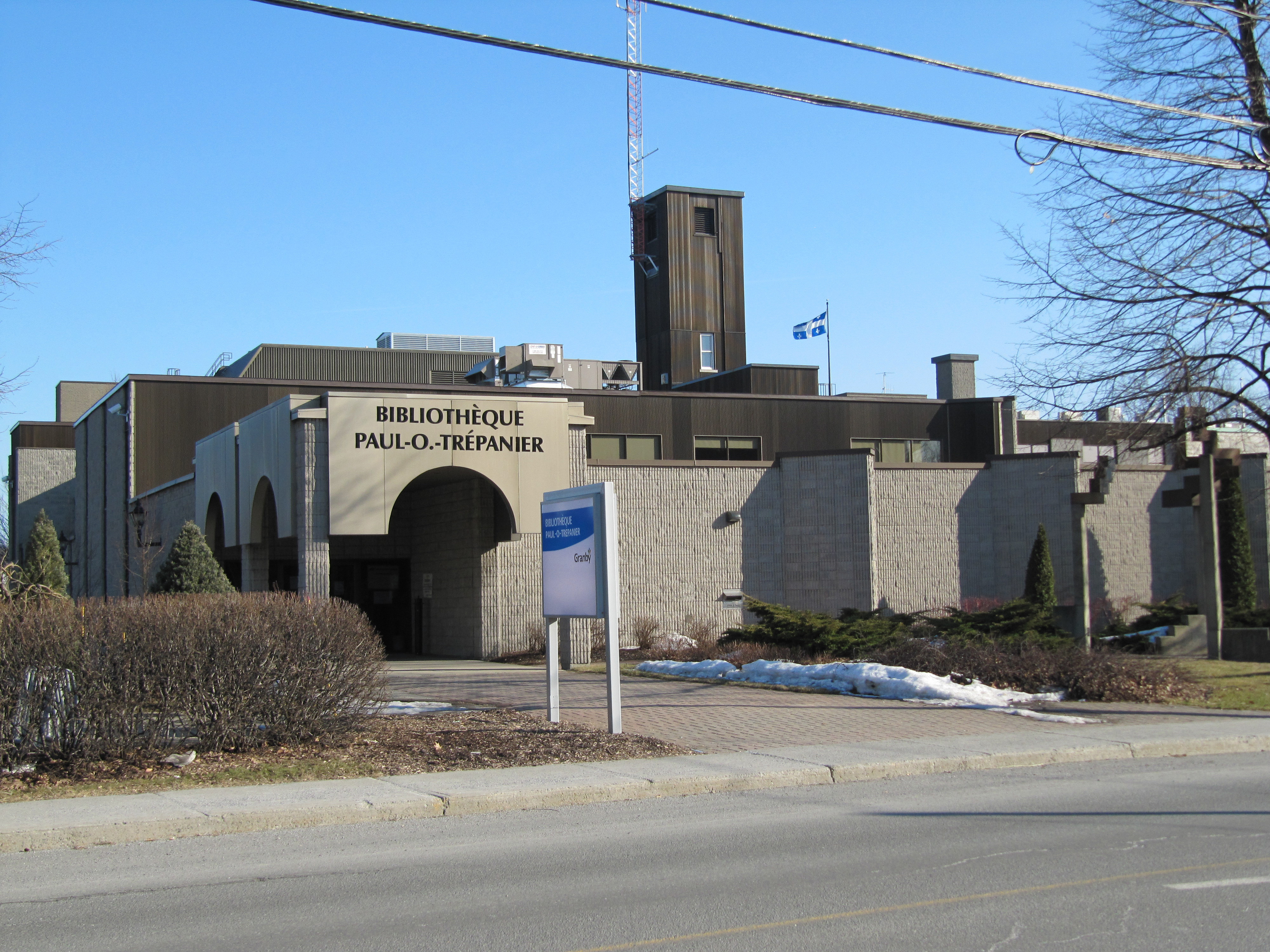
Bibliothèque Paul-O.-Trépanier à Granby.

Né à Farnham, Paul-O. Trépanier obtient un diplôme en architecture à l'École des beaux-arts de Montréal en 1949. Son père, Olivier Trépanier, de Saint-Anicet, devient maire de Farnham en 1952, poste qu'il occupera jusqu'en 1955. C'est en 1953, que Paul-O. s'installe à Granby afin d'y ouvrir un bureau d'architecture. Parmi ses premières réalisations, il conçoit avec Victor Prus le dôme géodésique du Zoo de Granby. Membre  de l'Ordre des architectes du Québec, il est devient le président en 1962.
En 1964, il est élu maire de Granby pour un premier mandat. Succédant à Pierre-Horace Boivin qui occupa ce poste pendant près de 30 ans, il choisit d'adopter une démarche plus planifiée, plus rigide.
Si le premier mandat se déroule sans embûches, c'est à la suite de sa réélection et de celle de son équipe en 1966 que sa popularité diminue. Ainsi, en 1969, il préfère ne pas participer à l'élection et sera remplacé par Jean-Louis Tétreault.
Il revient sur la scène politique en novembre 1973 avec une faible majorité de 211 voix. Ce mandat lui permet de réaliser plusieurs projets pour les aménagements municipaux. En dehors de l'amélioration des infrastructures, il permet à la ville de créer son parc industriel, d'étendre le territoire de la ville, de créer le Centre d'Interprétation de la Nature du Lac Boivin et de se munir du Palais des sports et d'une nouvelle bibliothèque. En 1985, il perd face au candidat Mario Girard.
Après sa carrière politique, Paul-O. Trépanier continue de travailler comme architecte. On l'honore le 27 juin 1998 en nommant la bibliothèque municipale de Granby la bibliothèque Paul-O.-Trépanier. Paul-O. meurt le 27 octobre 2007 d'un anévrisme au cerveau.